# Gare de Lancy-Pont-Rouge
Pour les articles homonymes, voir pont Rouge (homonymie).
Ne doit pas être confondu avec Gare de Pont-Rouge (Belgique).
La gare de Lancy-Pont-Rouge est une gare ferroviaire située dans le quartier de La Praille, sur la commune genevoise de Lancy, en Suisse.
Conçue de façon temporaire en 2002, cette gare est la première réalisation concrète dans le développement du réseau ferroviaire régional Léman Express. Dans le cadre de la liaison CEVA, elle est reconstruite, de manière définitive cette fois-ci ; la nouvelle gare est mise en service fin 2017.

## Situation ferroviaire
Établie à 381 mètres d'altitude, la gare est située peu après la bifurcation entre le CEVA et le raccordement ferroviaire entre la gare de Genève-Cornavin et la gare de Genève-La Praille, gare marchandises connexe. La gare de Lancy a constitué entre 2017 et 2019 la seule gare ouverte du CEVA, la ligne ferroviaire qui relie Genève à Annemasse depuis 2019. Sur cette dernière, elle précède la gare de Lancy-Bachet.
La gare a porté dans les projets le nom de « Genève-Pont-Rouge » dès l’automne 2016. La commune de Lancy a recouru auprès du Département fédéral des transports, contre cette décision de l’État de Genève. Elle a obtenu gain de cause en mars 2018, la gare étant située sur la commune de Lancy. Cette décision concerne aussi le la gare de « Lancy-Bachet » qui aurait pu s’appeler « Genève-Bachet ».

## Histoire

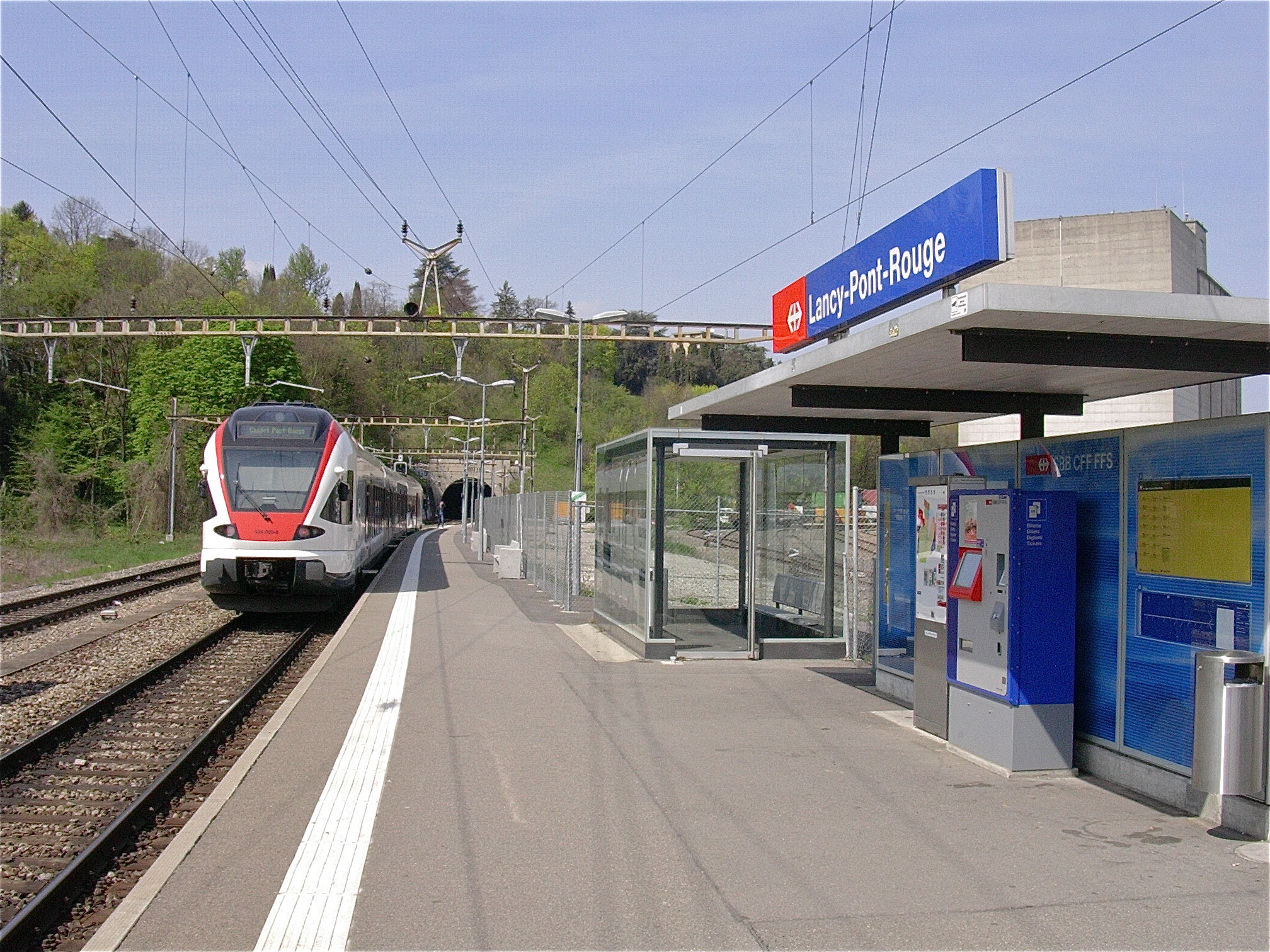
La gare provisoire utilisée entre 2002 et 2017.

Cette gare a été ouverte le 16 décembre 2002 et inaugurée par les autorités le 19 décembre 2002.
En 2008, la gare subit quelques travaux (agrandissement du quai, sécurisation) en prévision de l’Euro 2008 (les trains spécialement mis en place pour les matchs joués à Genève ont eu cette gare comme terminus). Les installations temporaires ont été démontées après la manifestation.
Avec la mise en service du CEVA et le fort développement du quartier (projets Praille - Acacias - Vernets et Pont-Rouge), la gare deviendra la deuxième plus importante de la ligne.
Le projet Pont-Rouge, porté par les CFF et prévu pour fin 2018, Pont-Rouge vise à mettre en valeur le périmètre autour de la gare par la construction de cinq bâtiments d'activités mixtes (bureaux, commerces, logements, loisirs et hébergements) dans le cadre d'une approche fortement orientée développement durable (label DGNB gold). Imaginé comme l'un des axes centraux du plan global du canton de Genève pour le développement du périmètre Praille - Acacias - Vernets (PAV), il constitue actuellement l'un des plus grands projets architecturaux et urbanistiques de la région genevoise.
Sa reconstruction débute en 2014. Conçue par Jean Nouvel, la nouvelle gare a été amputée de la marquise initialement prévue en 2015 pour des raisons budgétaires ; à la place, des parois vitrées décorées par l'artiste Gérard Collin-Thiébaut ornent la gare, la seule complètement aérienne du CEVA, afin qu'elle marque l'entrée à Lancy ont été posés en juin 2017, la nouvelle gare est opérationnelle depuis le 10 décembre 2017. Elle est déplacée au sud sur le viaduc enjambant la route du Grand-Lancy et est constituée d'un quai central encadré par les deux voies de circulation. La démolition de la halte provisoire a débuté en février et s'achèvera en juin 2018.
En 2016, la commission cantonale de nomenclature annonce être favorable au renommage de la gare en Genève-Pont-Rouge, avec l'aval de l'office fédéral des transports et du Conseil d'État, mais la commune de Lancy s'y oppose, soutenue par le Grand Conseil ; l'affaire pourrait être tranchée par le Conseil fédéral à une échéance à ce jour inconnue. Le Département fédéral des transports (DETEC) donne raison à la commune de Lancy en mars 2018, en se basant sur l'ordonnance fédérale sur les noms géographiques qui prévoit qu'une « station se voit attribuer le nom de la localité qu'elle dessert ». En septembre 2018 les CFF prennent à leur tour position pour le nom « Lancy-Pont-Rouge », contre l'avis du canton qui n'a plus la possibilité de faire un recours, dénomination que le Conseil fédéral valide finalement le 7 novembre 2018, mettant fin à la « guerre des gares »,.

## Service des voyageurs

### Accueil
Elle est équipée d'automates pour l'achat de titres de transport. Des aménagements, équipements et services sont à la disposition des personnes à la mobilité réduite. Une agence commerciale TPG est située dans un des immeubles voisins de la gare.

### Desserte
La gare est desservie par les trains RegioExpress (RE) reliant la gare d'Annemasse à celle de Saint-Maurice, et par les trains du Léman Express qui relient la gare de Coppet à celles d'Évian-les-Bains (L1), d'Annecy (L2), de Saint-Gervais-les-Bains-Le Fayet (L3) et d'Annemasse (L4).

### Intermodalité
La desserte de la gare s'effectue ainsi :
- de façon directe, à l'arrêt Lancy-Pont-Rouge, gare, par la ligne 17 du tramway de Genève et par les lignes de bus 21, 40 et 42 ;
- à distance, à l'arrêt Lancy-Pont-Rouge, gare/Étoile (situé à 150 m de la gare, de l'autre côté du pont), par les lignes 15 et 17 du tramway de Genève, et par les lignes de bus 21, 40, 42, 43, 80, ainsi que par la ligne 272 des Cars Région Haute-Savoie.

Les aménagements définitifs incluront un terminus d'autobus sur la future place de la gare, dont l'usage pour les lignes de la Champagne fut évoqué.

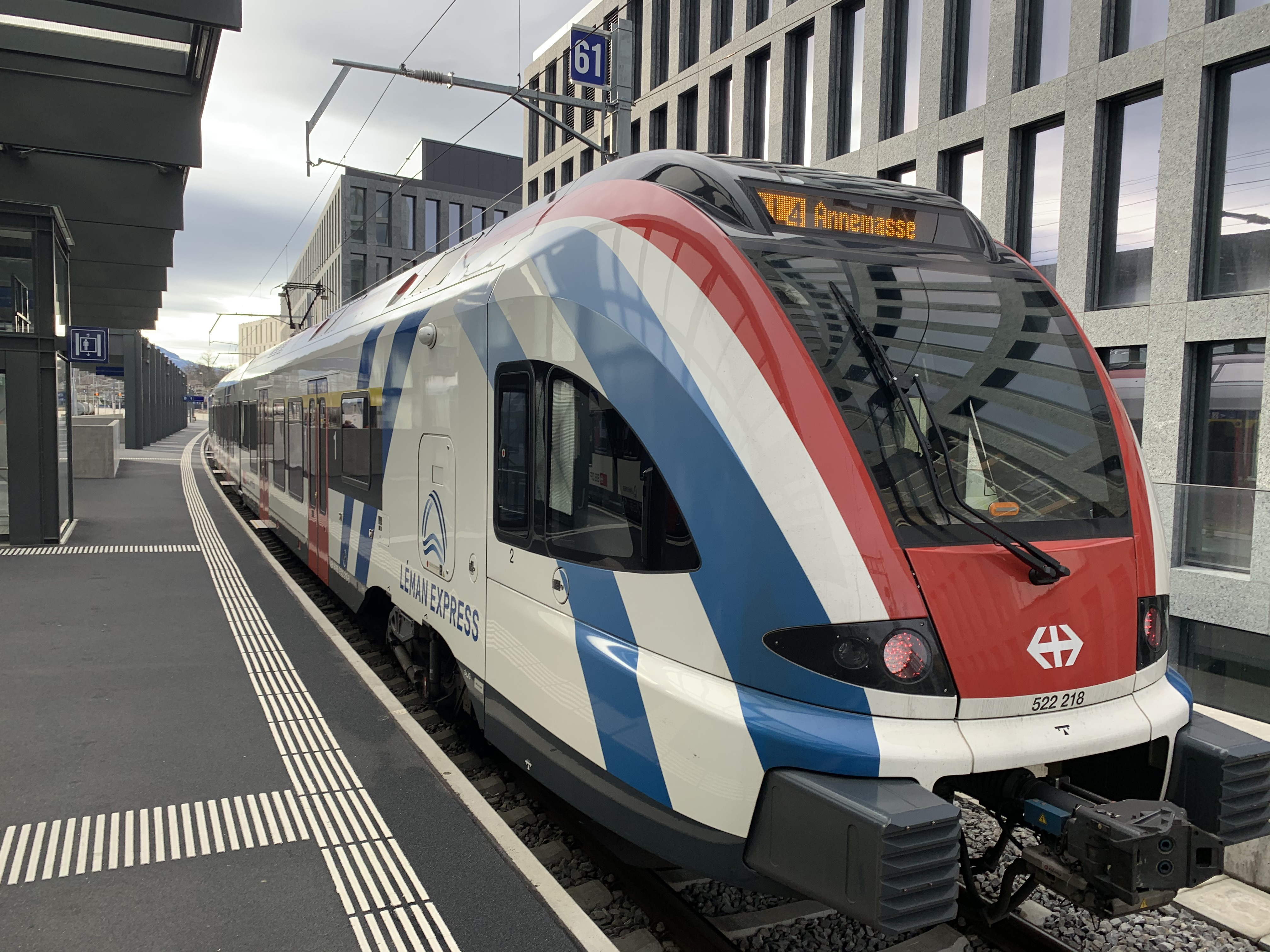
Une rame Stadler FLIRT pour Annemasse, le premier jour d'exploitation commerciale du CEVA.
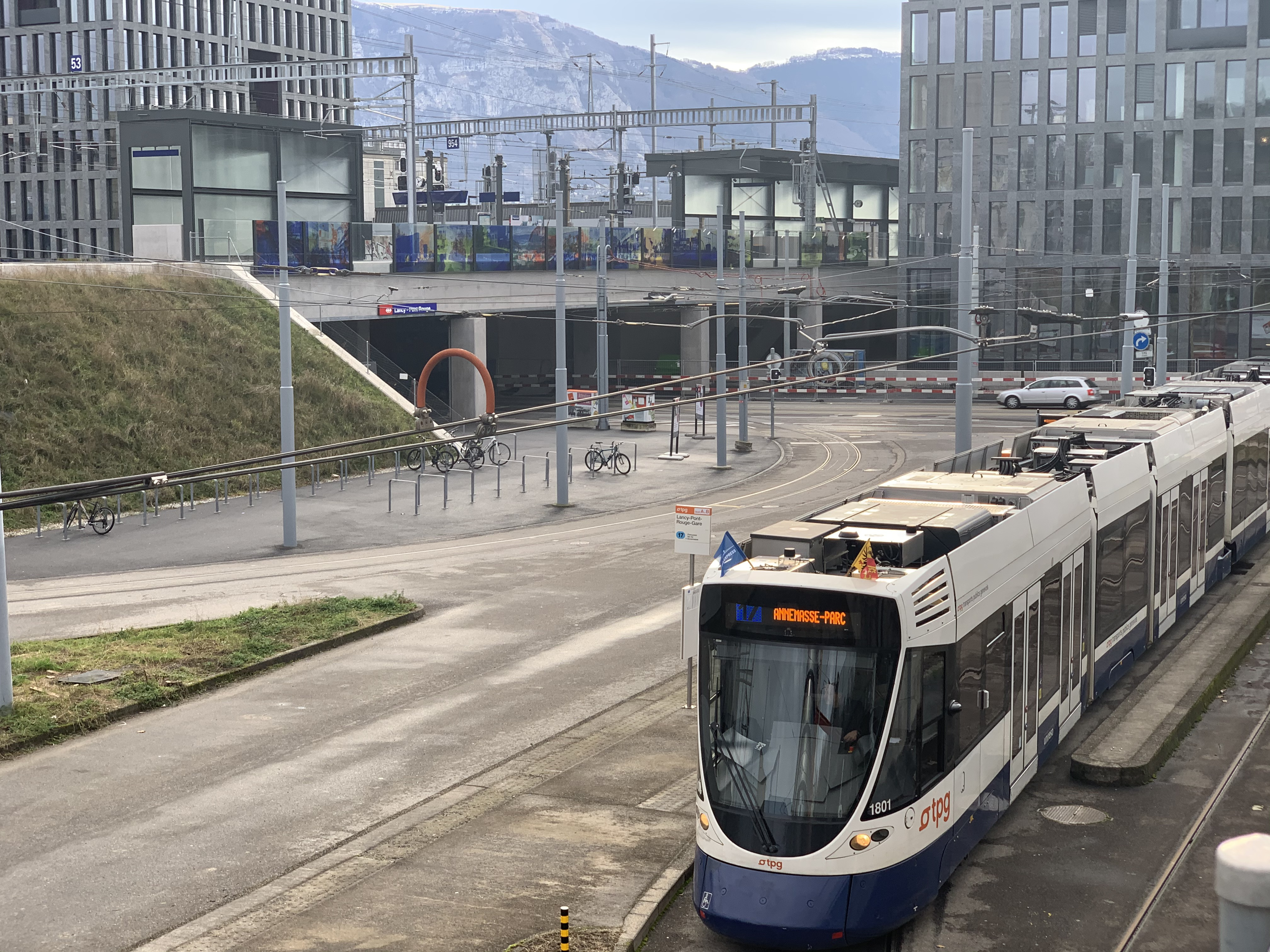
La station Lancy-Pont-Rouge, gare de la ligne 17.